# Großmarkthalle (Frankfurt am Main)

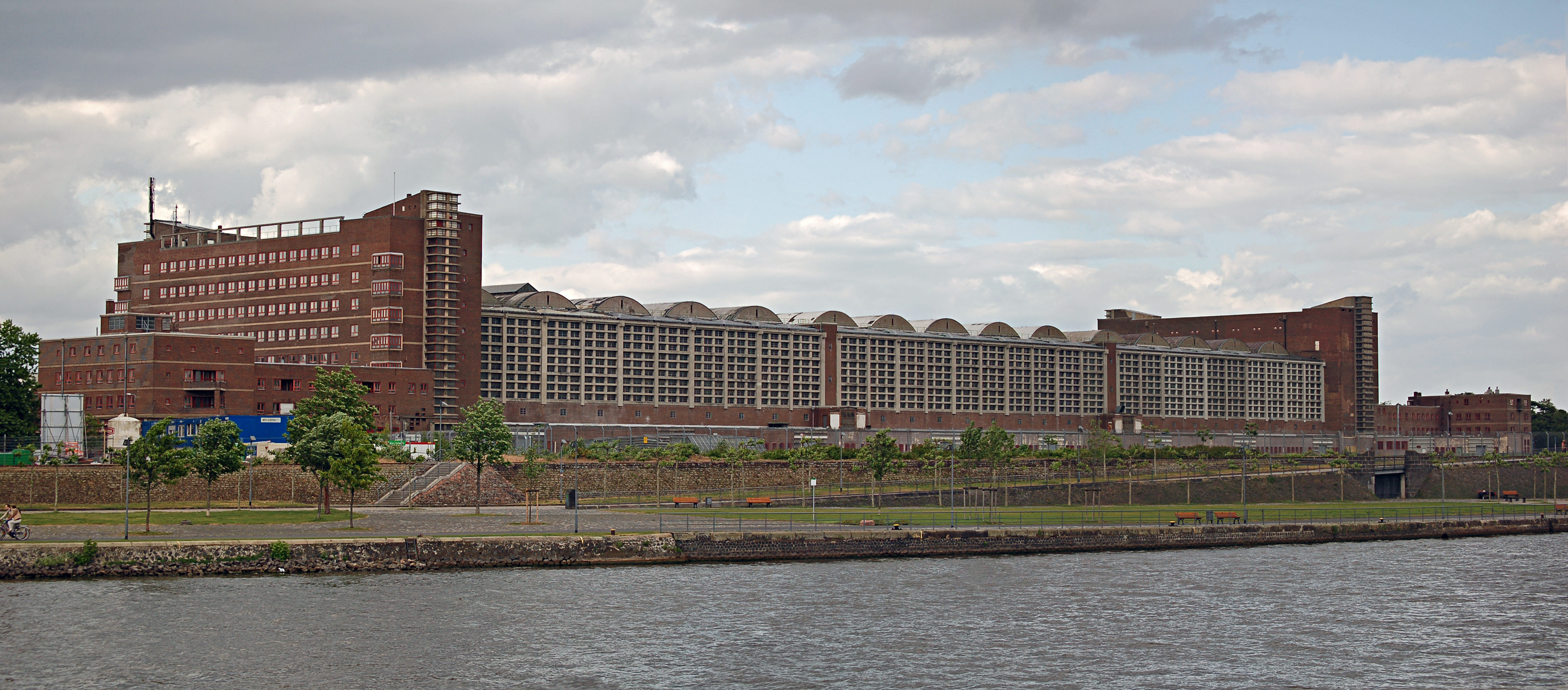
Großmarkthalle mit noch erhaltenen Annexbauten, Blick vom Deutschherrnufer, Mai 2007

Die Großmarkthalle im Frankfurter Stadtteil Ostend war von 1928 bis zu ihrer Schließung am 4. Juni 2004 ein gewerblicher Großmarkt, in dem vorwiegend Obst und Gemüse gehandelt wurde. Das denkmalgeschützte Gebäude wurde in den 2010 bis 2014 errichteten Neubau der Europäischen Zentralbank integriert. 2015 wurde hier die Erinnerungsstätte an der Frankfurter Großmarkthalle eingerichtet.

## Geschichte

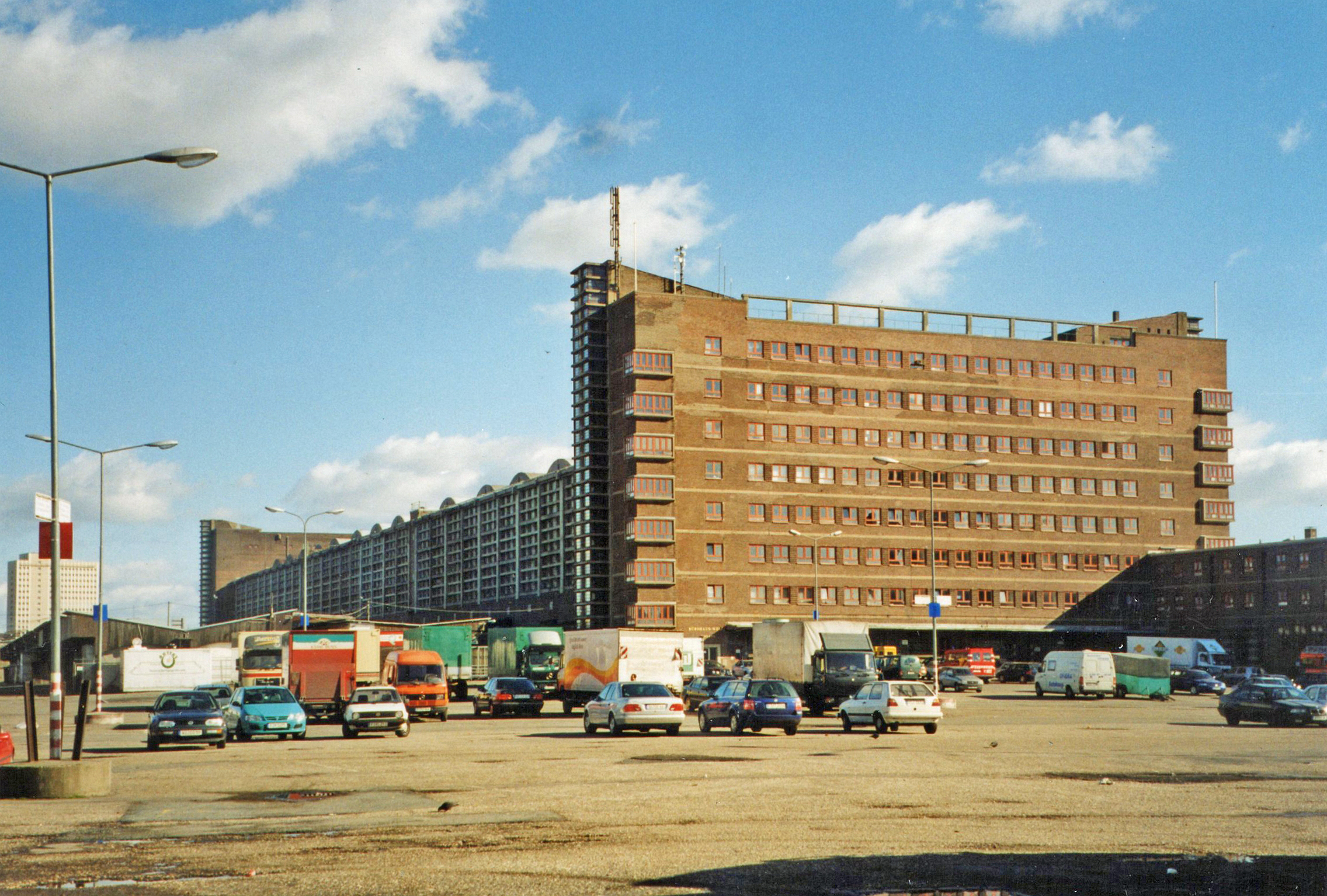
Die Großmarkthalle in Betrieb, 2002

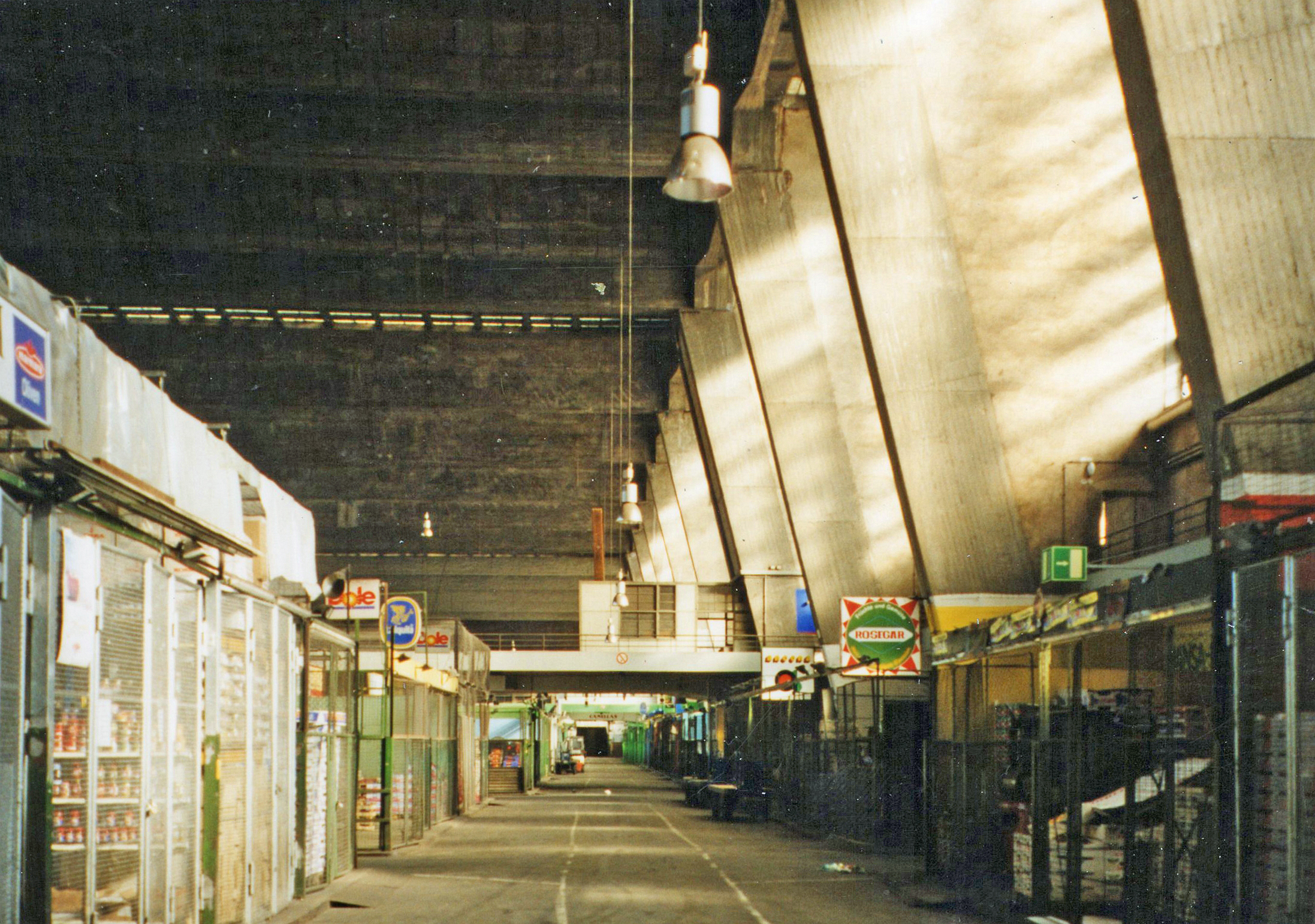
Marktstände, 2002

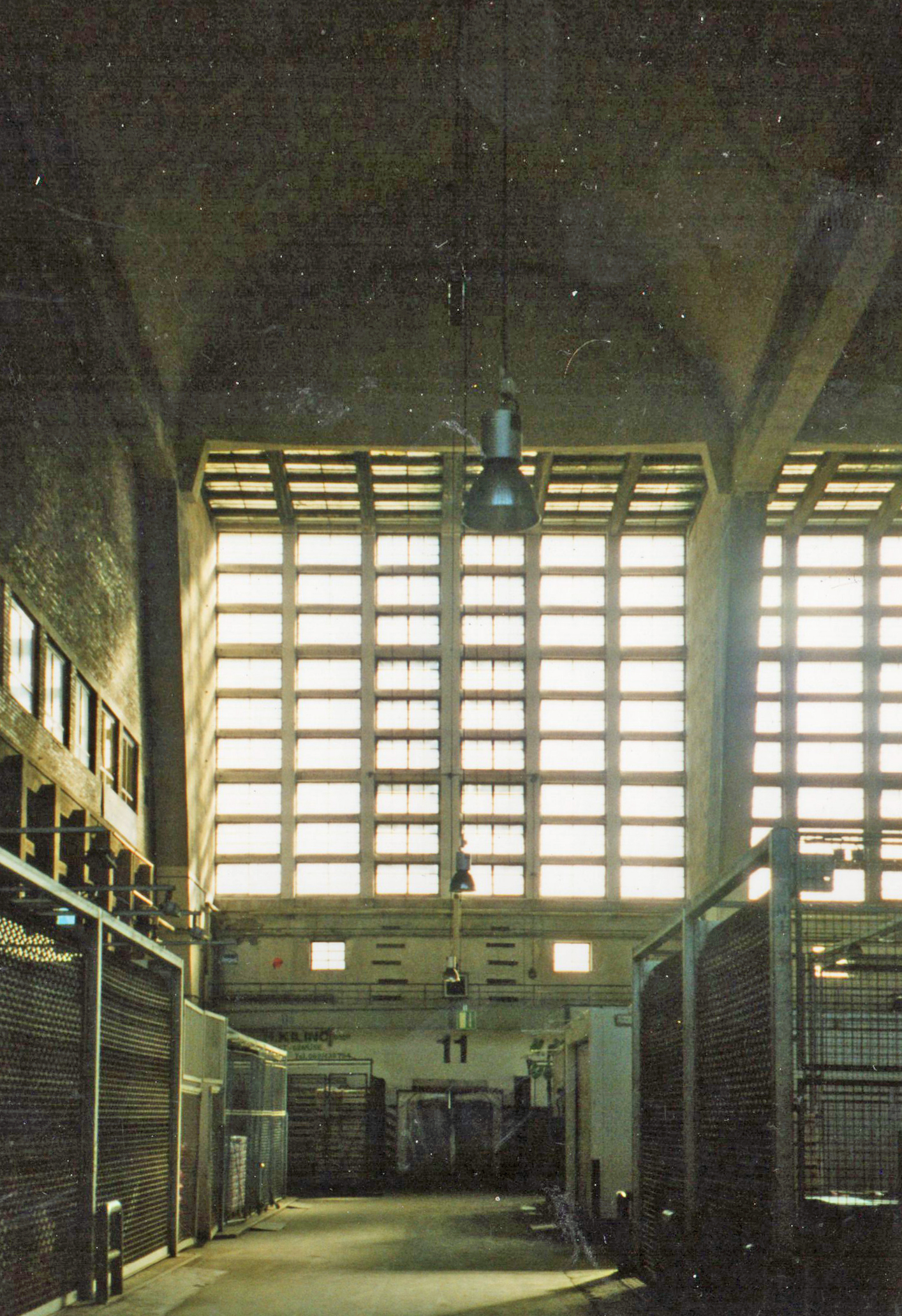
Detail, 2002

Vom Mittelalter bis weit ins 19. Jahrhundert hinein fanden Einzel- und Großhandel in der Stadt auf öffentlichen Straßen und Plätzen oder in den sogenannten Schirnen statt. Wachsende Bevölkerungszahlen und gestiegene Anforderungen an Hygiene und die damit verbundene Überwachung des Marktbetriebes führten 1877 bis 1879 zur Errichtung der ersten Frankfurter Markthalle an der Fahrgasse.
Trotz ihrer großzügigen Bauweise genügte die Markthalle jedoch bereits nach wenigen Jahren nicht mehr den Anforderungen einer wachsenden Großstadt. 1883 wurde mit der sogenannten Lederhalle in der Trierischen Gasse ein weiterer Marktbetrieb eröffnet. Ab 1907 gab es einen zusätzlichen Freimarkt am Börneplatz sowie kleinere Markthallen für den Handel mit Fischen und Blumen in der Börnegasse und der Battonnstraße. Der Wunsch, die zersplitterten Marktbetriebe wieder zu konzentrieren, führte 1910 auf Initiative von Oberbürgermeister Franz Adickes zu ersten Überlegungen, außerhalb der Innenstadt eine neue Großmarkthalle mit Bahnanschluss zu errichten. 1911 beschloss die Stadtverordnetenversammlung, ein Gelände an der Sonnemannstraße in unmittelbarer Nähe des neuen Frankfurter Osthafens dafür zu reservieren.
Der Erste Weltkrieg und die Inflationszeit verhinderten lange die Ausführung dieser Pläne. Erst am 14. Juni 1926 genehmigte die Stadtverordnetenversammlung den Bau.
Der von dem Architekten Martin Elsaesser entworfene, wuchtige Bau am rechten Ufer des Mains wurde am 25. Oktober 1928 eingeweiht und ist Teil des Projekts Neues Frankfurt. Mit 220 Metern Länge, 50 Metern Breite und einer Höhe zwischen 17 und 23 Metern der seinerzeit größte Gebäudekomplex der Stadt, bot die Halle auf 13.000 Quadratmetern Platz für rund 130 Verkaufsstände, die in erster Linie Großverbraucher, zum Beispiel aus der Gastronomie sowie gewerbliche Wiederverkäufer bedienten. Des Weiteren befanden sich im und um den Bau Büros und Lagerflächen für die Großhändler, Speditionen und Agenturen.
Die Funktion des Großmarkts für den Großraum Frankfurt übernahm 2004 das neu gebaute Frischezentrum Frankfurt im Ortsbezirk Kalbach-Riedberg mit insgesamt 128.000 Quadratmetern Fläche, wovon die Verkaufsfläche 23.000 Quadratmeter einnimmt.

### Bahnhof Großmarkthalle

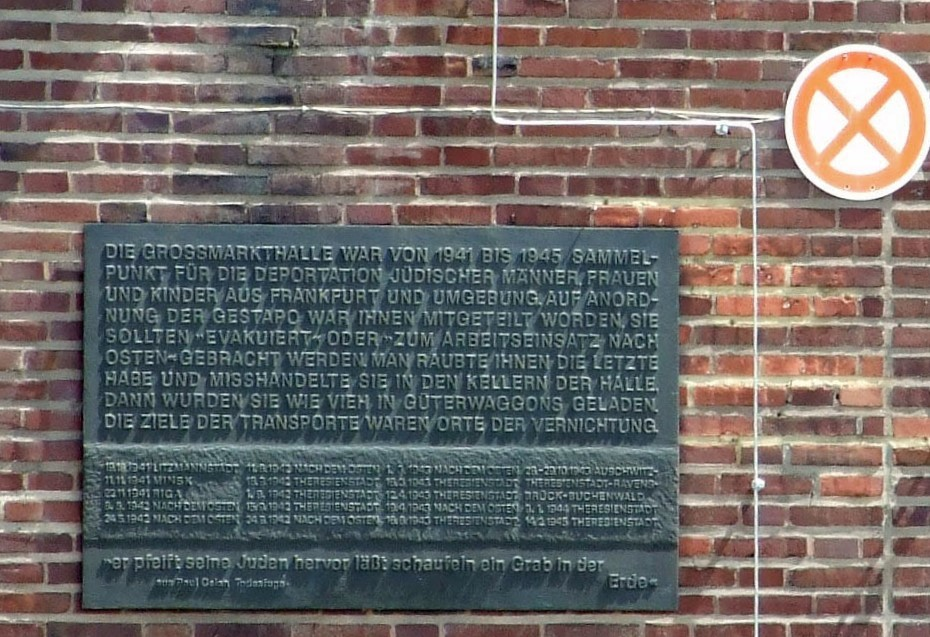
Gedenktafel zu den Deportationstransporten jüdischer Bürger, zwischen 1941 und 1945

Ab Oktober 1941 verwendeten die Nationalsozialisten die Kellerräume der Großmarkthalle als Sammelpunkt und den Bahnhof Großmarkthalle zur Deportation jüdischer Männer, Frauen und Kinder aus Frankfurt und Umgebung.  Diese Transporte aus dem Güterbahnhof der Großmarkthalle spielten eine bedeutende Rolle beim Völkermord innerhalb der Vernichtungsmaschinerie des Holocaust. Seit 1997 erinnert eine Gedenktafel daran.
Im Frühjahr 2007 schrieb die Stadt Frankfurt am Main in enger Zusammenarbeit mit der Jüdischen Gemeinde Frankfurt und der Europäischen Zentralbank (EZB) einen europaweiten Wettbewerb zur Gestaltung einer Gedenkstätte für die deportierten Juden aus. Die Erinnerungsstätte an der Frankfurter Großmarkthalle wurde am Sonntag, dem 22. November 2015, eröffnet. Ein Teil der Erinnerungsstätte liegt auf dem extraterritorialen Gebiet der EZB und ist nur im Rahmen von Führungen zu besichtigen. Daneben existiert ein öffentlich zugänglicher Bereich.

### Denkmalschutz

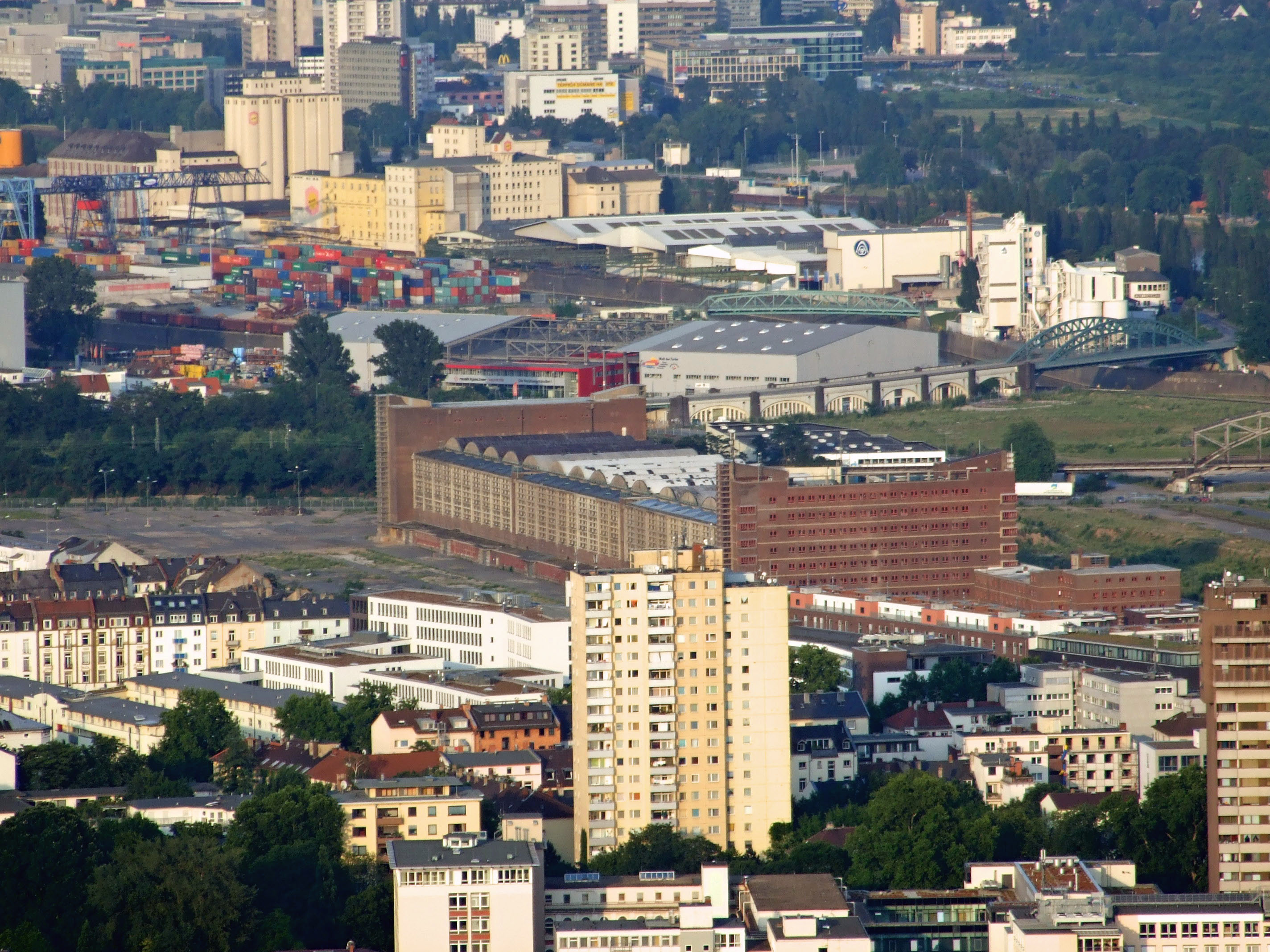
Blick vom Main Tower auf Halle und Osthafen, Juni 2007

Die Großmarkthalle, die im Frankfurter Volksmund auch „Gemieskerch“ („Gemüsekirche“) genannt wurde, steht seit 1984 unter Denkmalschutz. 2006 wurden die sogenannten Annexbauten (Sozialgebäude an den Kopfbauten der Halle) aus dem Denkmalschutz entlassen. Über ihren geplanten Abriss gab es eine urheberrechtliche Auseinandersetzung mit Regine und Thomas Elsaesser, den Erben des 1957 verstorbenen Architekten Martin Elsaesser. Nach ihrer Ansicht unterlag die Gestalt der Großmarkthalle dem Änderungsverbot nach dem Urheberrecht und bedurfte der Zustimmung der Erben als derzeitigen Rechteinhaber, da das Urheberrecht an der Gestaltung der Halle erst 70 Jahre nach dem Tod des Urhebers erlischt. Allerdings hatte Martin Elsaesser mit der Stadt Frankfurt 1932 eine vertragliche Vereinbarung getroffen, wonach Änderungen an der Bausubstanz der Halle zulässig sind. Im Frühjahr 2008 einigten sich schließlich die Erben Elsaessers mit der Stadt Frankfurt und der Europäischen Zentralbank über die Realisierung des Neubauentwurfs. Er sah vor, das westliche Drittel des Hallendaches, das im Zweiten Weltkrieg zerstört und in den Nachkriegsjahren wieder aufgebaut wurde, durch einen diagonalen Querriegel zu durchdringen, damit nach den Plänen der Architekten „die neue Funktion nach außen dringt“. Die aus dem Denkmalschutz entlassenen Annexbauten wurden im Sommer 2008 abgerissen.
Im Juli 2010 wurden die Fensterscheiben des Hallenbauwerks entfernt und die Fassaden im Bereich des vorgesehenen Querriegels bis auf die Stützpfeiler des Tonnengewölbes abgetragen.

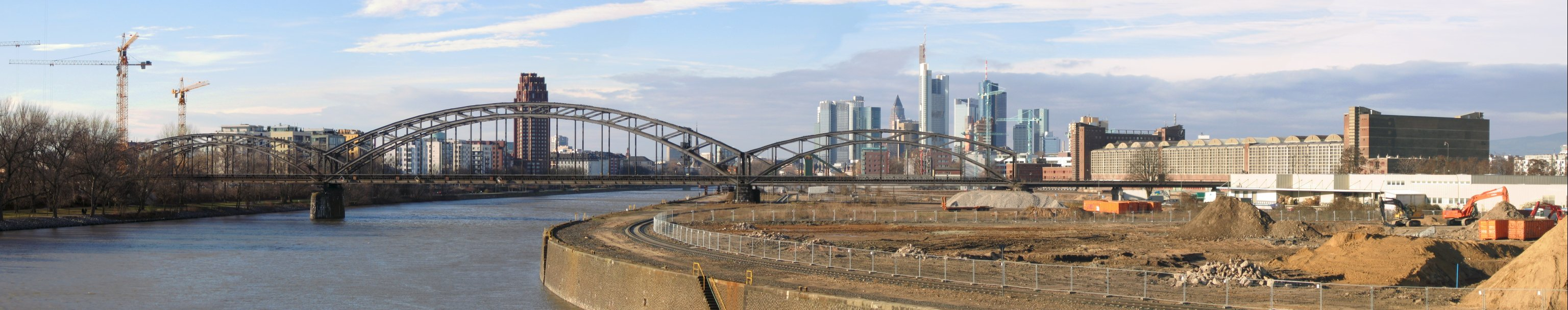
Großmarkthalle (rechts) mit Deutschherrnbrücke und Skyline von Osten, Januar 2005

## Baubeschreibung der Halle
Die Großmarkthalle Frankfurt am Main ist ein Hallenbau in Massivbauweise mit einer freien Spannweite von 50 Metern. Sie war zum Zeitpunkt ihrer Errichtung das am weitesten gespannte massive Flächentragwerk in moderner Schalenbauweise. Die gesamte Grundfläche wird durch 15 Tonnengewölbe mit einer Trägerspannweite von 36,9 Metern und einer Gewölbespannweite von 14,1 Metern überdacht.
Die Tonnengewölbe wurden in Zeiss-Dywidag-Schalenbauweise in Beton ausgeführt und besitzen eine Stärke von nur 7 Zentimetern. Die Grundform der Gewölbequerschnitte ist eine Halbellipse von 6 Metern Höhe. Sie wurde 1926–1928 von Franz Dischinger und Ulrich Finsterwalder konstruiert. Der Hallenbau wurde in einer Bauzeit von 24 Wochen durch die Firmen Dyckerhoff & Widmann AG und Wayss & Freytag AG erstellt.
Die Baukosten beliefen sich auf insgesamt 15,372 Millionen Reichsmark.

Innenansichten nach der Räumung, August 2009
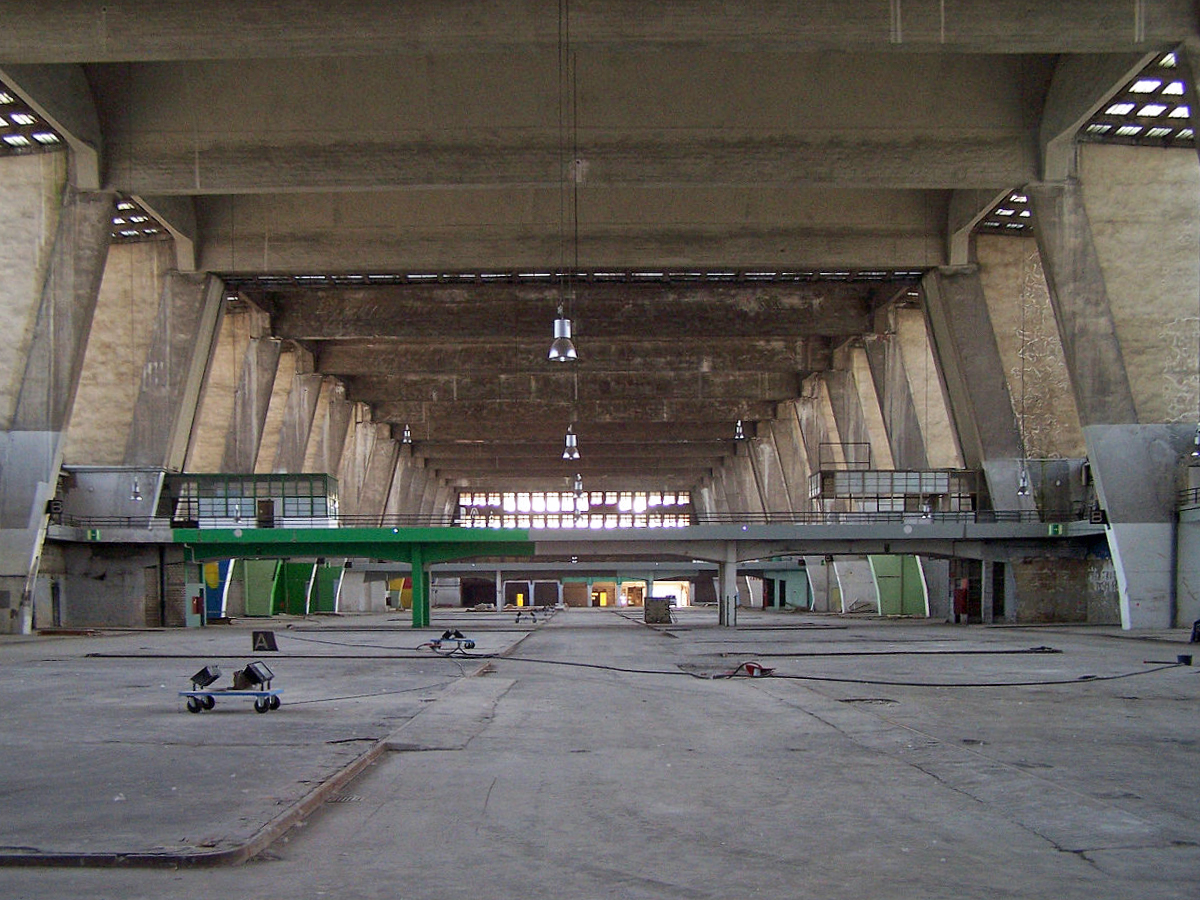
Richtung Westen
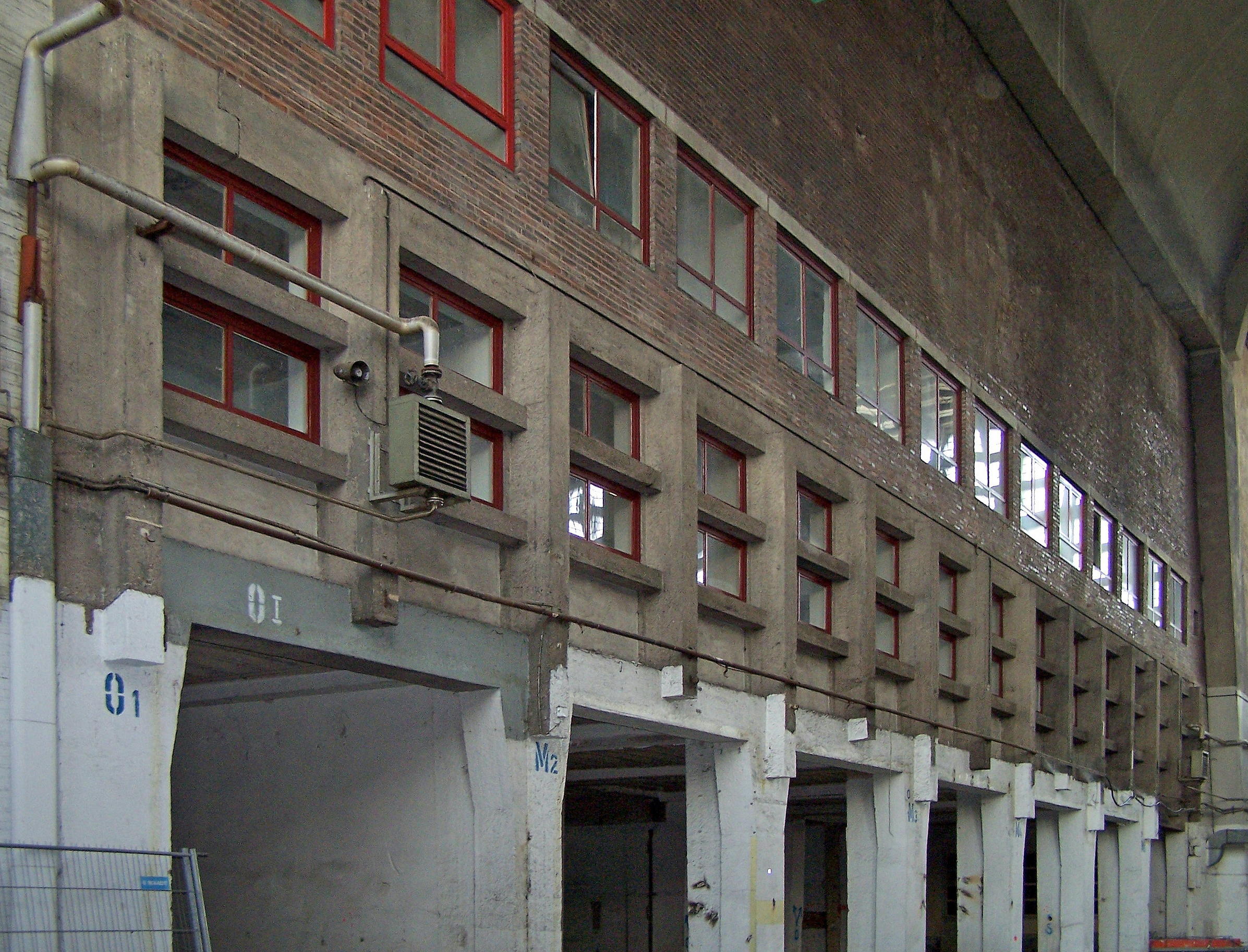
Östliche Innenwand
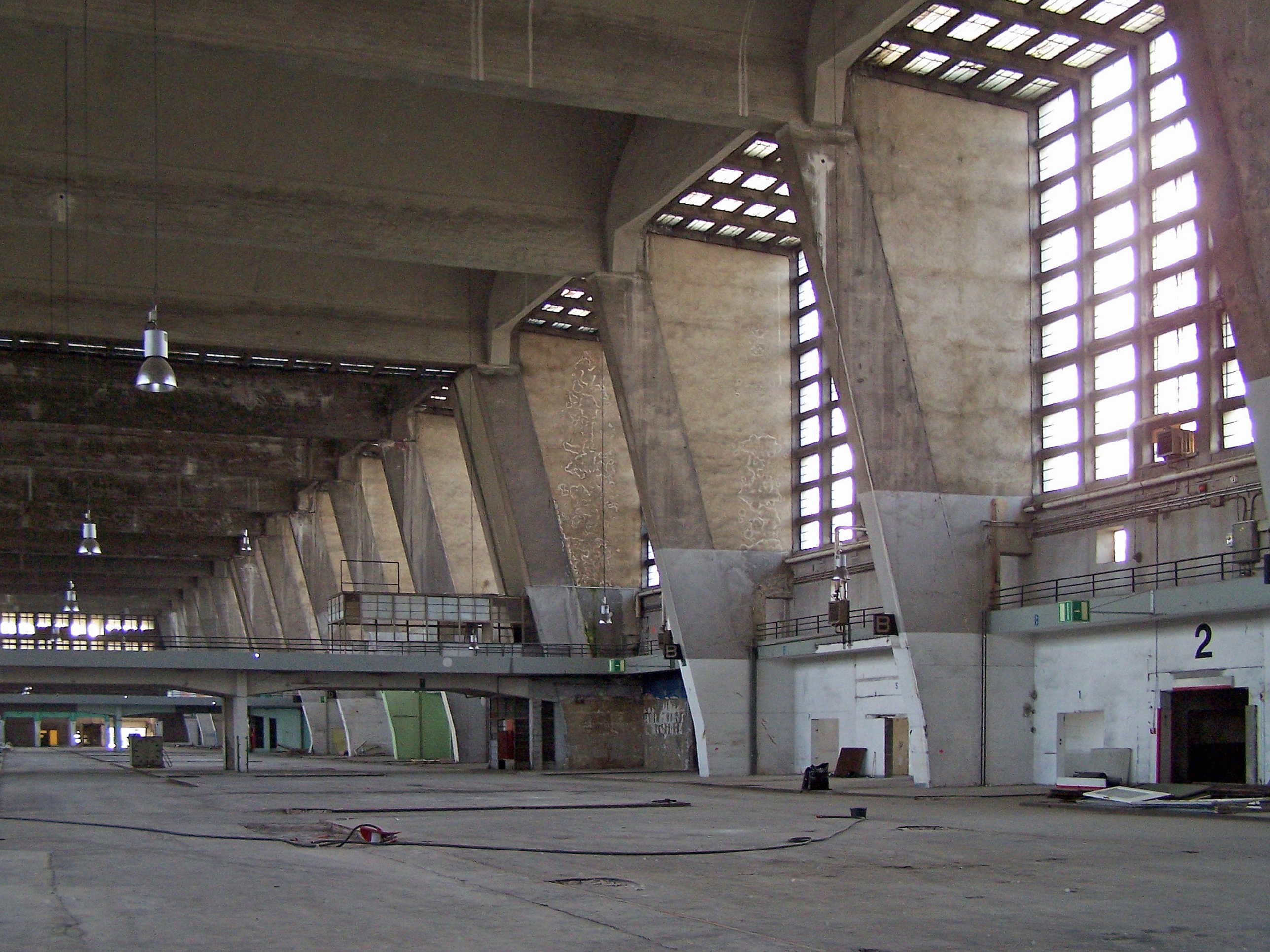
Nordseite

## Integration in den Neubau der Europäischen Zentralbank
Zum 1. Januar 2005 wurde das Areal der Großmarkthalle von der Stadt Frankfurt an die Europäische Zentralbank übergeben, die dort ihren Hauptsitz errichtet hat. Der Kaufvertrag wurde bereits im Jahre 2002 unterzeichnet. Die Halle nimmt die öffentlichen Funktionen der EZB auf. Sie verfügt über einen Besucherbereich, eine Kantine für die Mitarbeiter der EZB, einen Presse- sowie einen Konferenzbereich. Zwischen dem Main und der Großmarkthalle entstand 2010 bis 2014 der Neubau der Europäischen Zentralbank aus zwei 180 Meter hohen ineinandergreifenden Hochhäusern nach einem Entwurf des Wiener Architekturbüros Coop Himmelb(l)au. Im November 2014 wurde der Neubau bezogen, die offizielle Einweihung fand am 18. März 2015 statt.

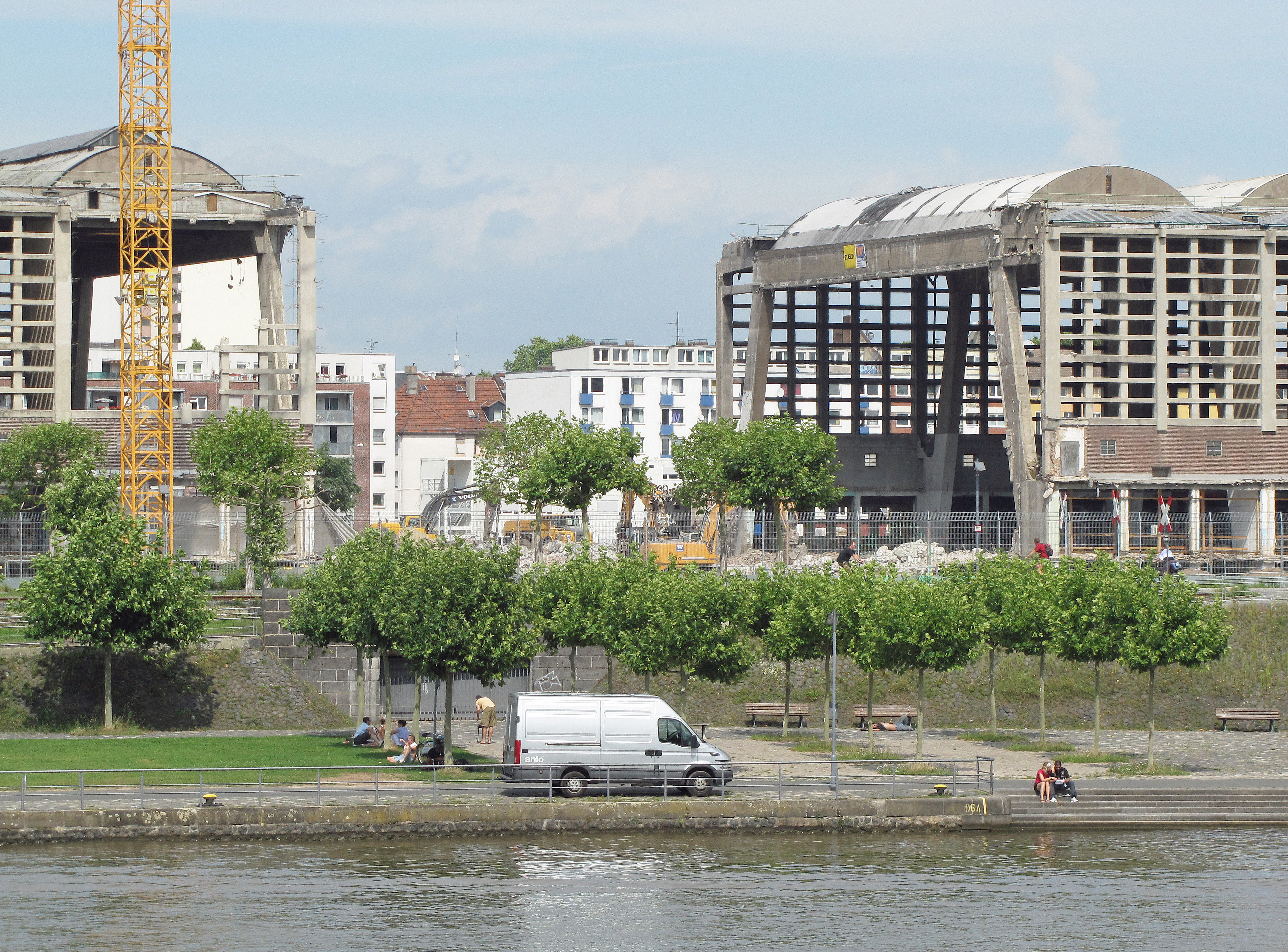
Durchbruch für den Querriegel an der Südseite, August 2010
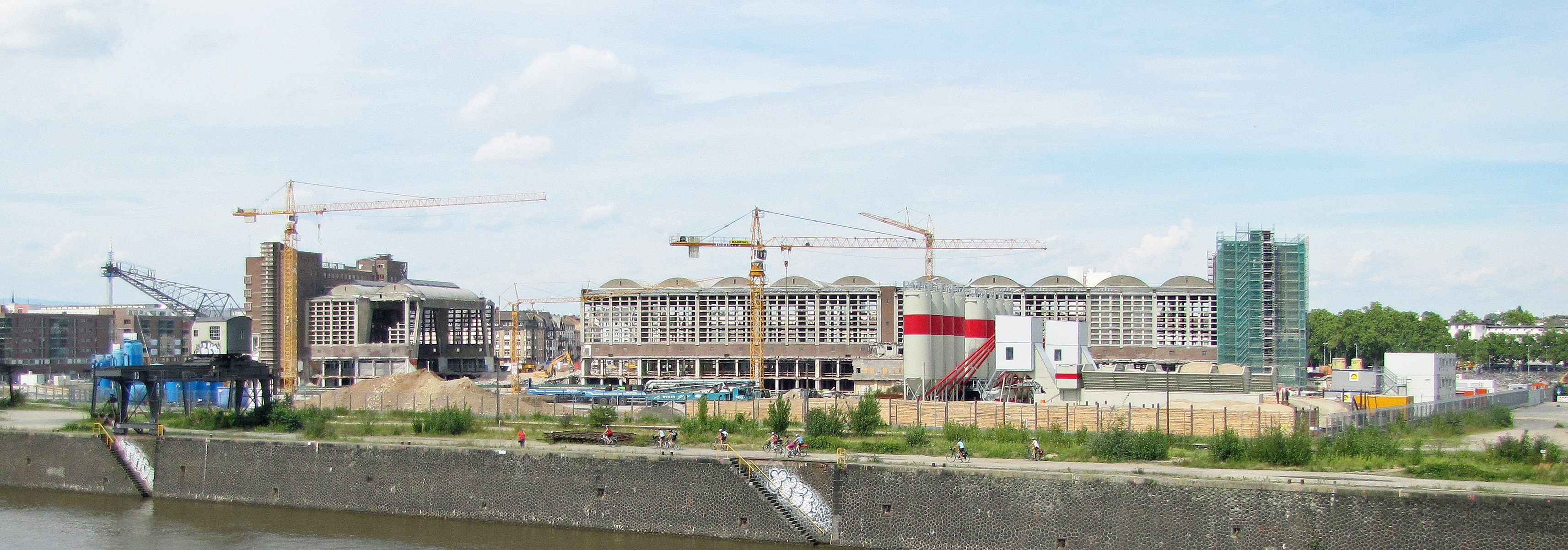
Südseite mit entfernten Fenstern und Durchbruch für den Querriegel, August 2010
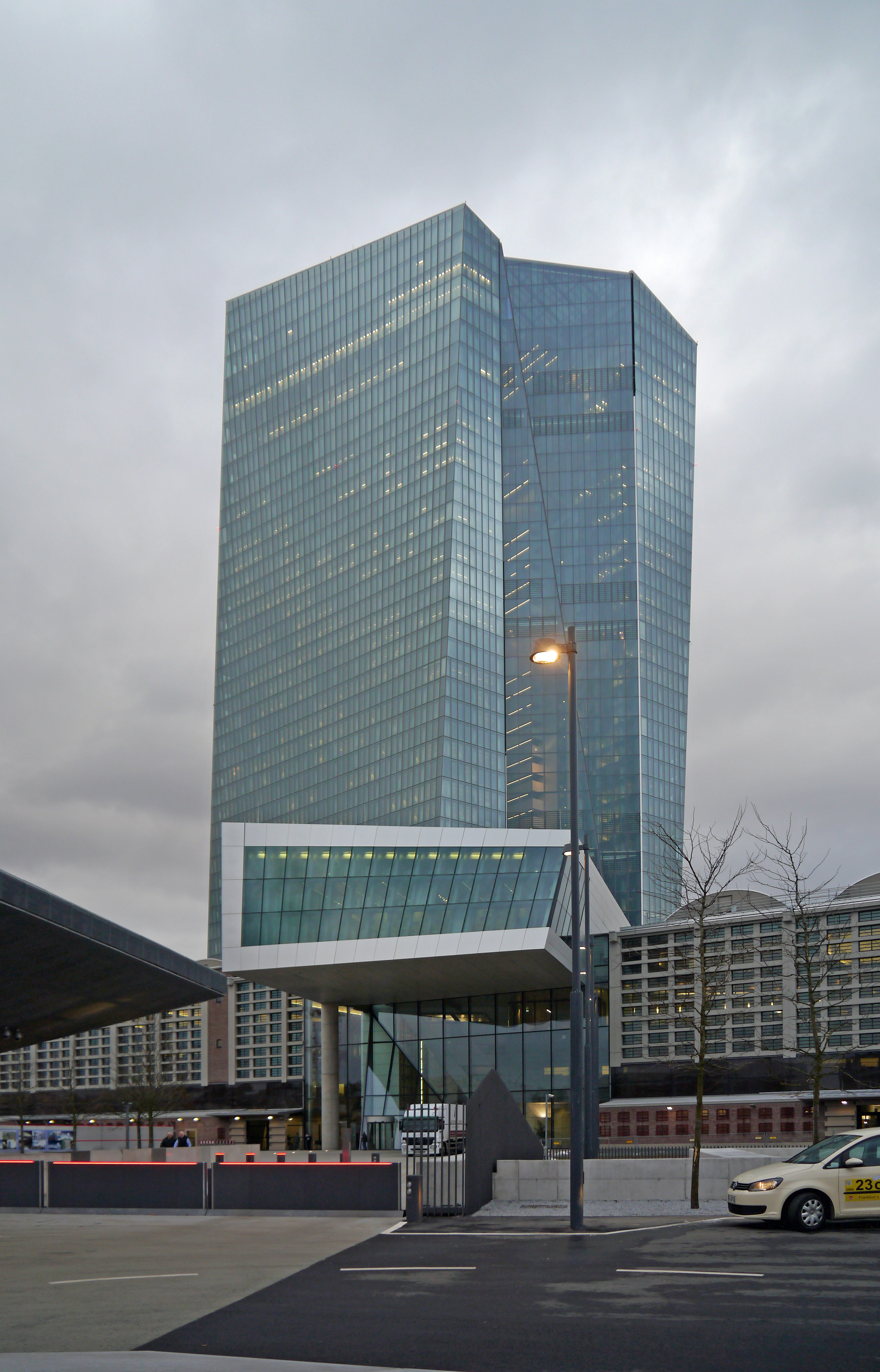
Der Neubau, Februar 2015
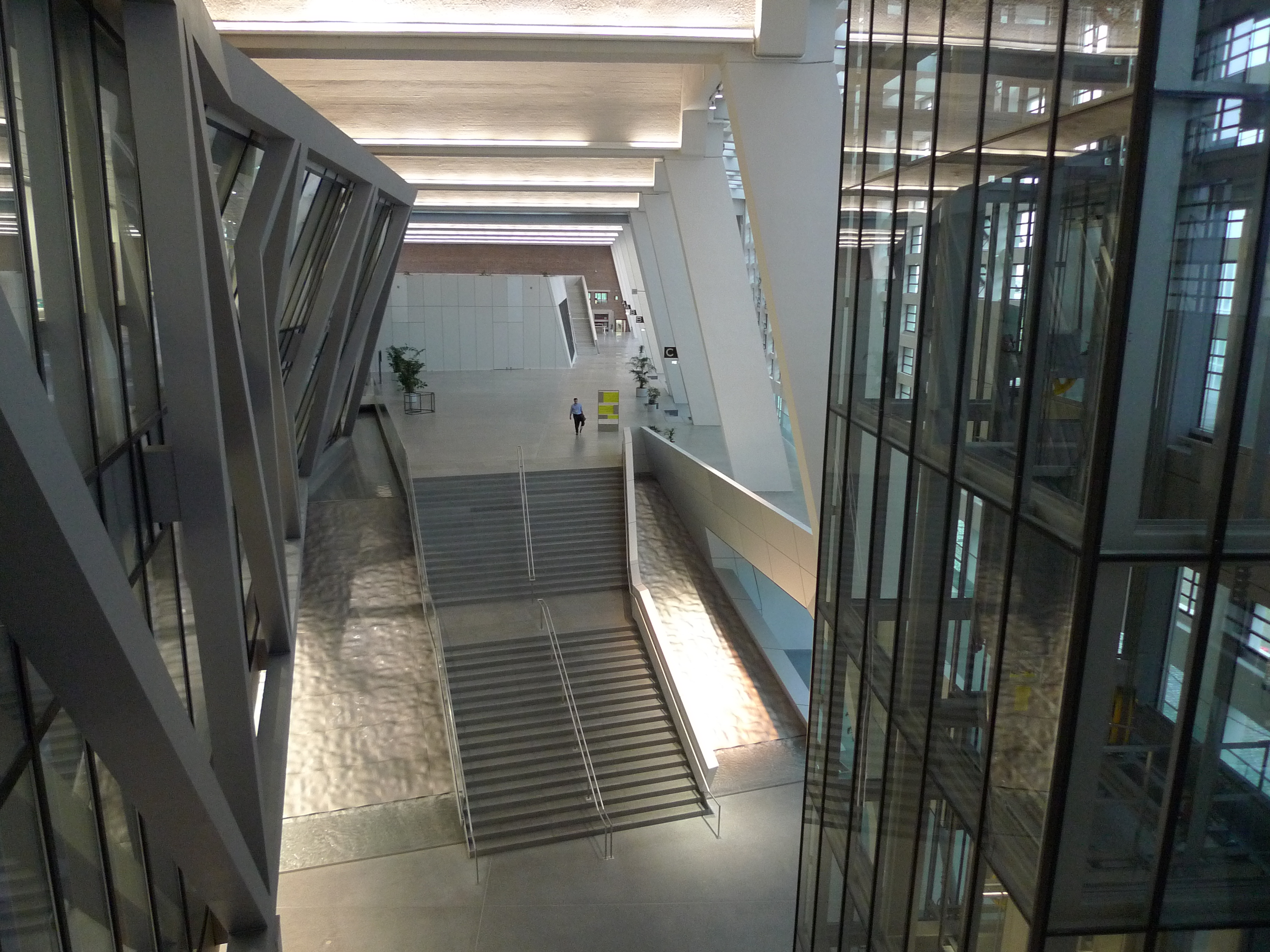
Innenansicht nach dem Umbau für die EZB, April 2015

## Mauereidechse
An der Mauer am Mainweg gibt es ein Vorkommen der Mauereidechse.